# Eois porphyretica
Eois porphyretica là một loài bướm đêm trong họ Geometridae.